# Histiophryne bougainvilli
Histiophryne bougainvilli är en fiskart som först beskrevs av Valenciennes, 1837.  Histiophryne bougainvilli ingår i släktet Histiophryne och familjen Antennariidae. Inga underarter finns listade i Catalogue of Life.